# 増永浩彦
増永浩彦（ますなが ひろひこ、1971年 - ）は、日本の気象学者。理学博士（東京大学、1999年）。現在は名古屋大学宇宙地球環境研究所准教授。

## 略歴
- 1990年3月 - 東京都立八王子東高等学校 卒業
- 1994年3月 - 東京大学理学部天文学科 卒業
- 1996年3月 - 東京大学大学院理学系研究科天文学専攻 修士課程 修了
- 1999年3月 - 東京大学大学院理学系研究科天文学専攻 博士課程 修了
- 1999年4月- 東京大学気候システム研究センター 博士研究員
- 1999年10月 - 宇宙開発事業団 地球観測データ解析研究センター（現：宇宙航空研究開発機構 地球観測研究センター ）宇宙開発特別研究員
- 2002年5月 - コロラド州立大学 博士研究員
- 2004年5月 - コロラド州立大学 リサーチサイエンティストII
- 2006年7月 - 名古屋大学地球水循環研究センター 助教授
- 2007年4月 - 名古屋大学地球水循環研究センター 准教授
- 2009年4月 - 千葉大学環境リモートセンシング研究センター 客員准教授（〜2011年3月、兼任）
- 2015年10月 - 名古屋大学宇宙地球環境研究所 基盤研究部門 気象大気研究部 准教授

## 所属学会
- 日本気象学会
- 米国気象学会
- 米国地球物理学連合

## 受賞歴
- 2019年度 日本気象学会賞 （複合的な衛星観測データの解析による熱帯対流力学の研究）[1]

## 研究論題
- 衛星気象学および気候学